# 노원구의회
노원구의회는 서울특별시 노원구 지역을 관할하는 기초의회이다.